# Rana (estrella)
Rana es el nombre que recibe la estrella δ Eridani (23 Eridani) en la constelación de Erídano.
Su título, asignado en el siglo XX, parece que proviene de la versión latinizada del segundo nombre de Deneb Kaitos (β Ceti), «Rana Secunda», transferido por error.
Tiene magnitud +3,51 y se encuentra a 29,5 años luz del sistema solar.

## Características
Rana es una subgigante anaranjada de tipo espectral K1IV.
Tiene una temperatura efectiva de 5075 K y su luminosidad es 3,3 veces superior a la luminosidad solar.
Su tamaño es 2,3 veces más grande que el del Sol y gira lentamente sobre sí misma, por lo que su período de rotación puede ser de hasta 116 días, siendo éste un valor máximo.
Posee una masa un 20% mayor que la masa solar.
Comenzó su vida hace 7500 millones de años como una estrella F8V —como son en la actualidad γ Pavonis o 111 Tauri— y, tras finalizar la fusión de su hidrógeno interno, se ha expandido y enfriado en relación con su condiciones iniciales.
En su siguiente etapa evolutiva, se expandirá aún más y aumentará su luminosidad, al transformarse en una verdadera gigante.
Rana muestra un contenido metálico superior al solar en un 23% ([Fe/H] = +0,09).
Por el contrario, como corresponde a una estrella antigua, su abundancia de litio es sólo la mitad que en el Sol, ya que este elemento resulta destruido en entornos de elevadas temperaturas.

## Variabilidad
Aunque Rana ha sido catalogada como variable RS Canum Venaticorum —como tal aparece en el General Catalogue of Variable Stars—, se piensa que
no es una variable de esta clase.
No obstante, es una estrella activa cuyo campo magnético propicia la aparición de manchas en su superficie.